# Dryopteris cebennae
Dryopteris cebennae är en träjonväxtart som beskrevs av Fraser-jenk. Dryopteris cebennae ingår i släktet Dryopteris och familjen Dryopteridaceae. Inga underarter finns listade.